# Волтин низ
Волтин низ, тј. напонски низ метала представља низ метала поређаних по растућој вредности стандардног електродног потенцијала. Саставио га је италијански физичар, један од оснивача електростатике.

## Александро Волта
Александро Волта се школовао у језуитској школи, с циљем да постане адвокат. Млади Волта се, међутим, више интересовао за електричне појаве, па је тако још као млад студент написао песму на латинском лат. De vi attractiva ignis electrici ac phaenomenis inde pendentibus, у којој је описао своје одушевљење електричним појавама.

## Волтин низ метала
K, Na, Ca, Mg, Al, Zn, Cr, Cd, Co, Ni, Sn, Pb, Cu, Hg, Ag, Pd, Pt, Au.

## Стандардни електродни потенцијал
Ознака за стандардни електродни потенцијал је Ео и представља могућност електроде за производњу електричног напона у једном електролиту(раствору неке супстанце у води). Јединица у којој се изражава електродни потенцијал је волт(1v).
Електродни потенцијал једне електроде је једнак њеном напону насупрот друге електроде у стању без дотока ел. енергије.
Електродни потенцијал може да буде позитиван( уколико се налази десно од водоника у низу) и негативан( уколико је лево од водоника у низу). 
Они метали са позитивним електродним потенцијалом су племенитији и при реакцији са водоником га не истискују из његових соли већ граде гасове. Могу да реагују само са врућом, концентрованом сумпорном киселином и разблаженом и концентрованом азотном киселином. Супротно од њих, они са негативним електродним потенцијалом, који су уједно и бројнији, при реакцији са водоником га истискују из његових киселина и соли.
Електродни потенцијал се другачије зове редокс потенцијал и успоставља се између метала и раствора. Он зависи од:
- природе метала
- температуре
- концентрације метала у раствору

Као електрода за поређење потенцијала користи се СВЕ(стандардна водоникова електрода).